# ستيفن ريبيري
ستيفن ريبيري (بالفرنسية: Steeven Ribéry)‏، (مواليد 7 نوفمبر 1995)، هو لاعب كرة قدم فرنسي يلعب في مركز الجناح مع نادي جازيليك أجاكسيو في الدوري الفرنسي الدرجة الثانية.

## مسيرته الكروية
بدأ ريبيري مسيرته الكروية مع نادي لانس، كلاعب في أكاديمية الشباب لمدة 11 عامًا.
وبدأ ريبيري مسيرته الاحترافية مع جازيليك أجاكسيو في المباراة التي أنتهت بالتعادل السلبي ضد نادي لوريان في 4 أغسطس 2017.

## حياته الشخصية
شقيق ستيفن ريبيري الأكبر هو فرانك ريبيري، وهو أيضا لاعب كرة قدم ويلعب مع نادي بايرن ميونيخ ومنتخب فرنسا قبل اعتزاله الدولي في 2014.

## النادي
آخر تحديث 7 يونيو 2017.
| النادي   | النادي             | النادي                        | الدوري | الدوري  | الكأس       | الكأس       | قاري   | قاري    | المجموع | المجموع |
| الموسم   | النادي             | الدرجة                        | الظهور | الأهداف | الظهور      | الأهداف     | الظهور | الأهداف | الظهور  | الأهداف |
| ألمانيا  | ألمانيا            | ألمانيا                       | الدوري | الدوري  | كأس ألمانيا | كأس ألمانيا | أوروبا | أوروبا  | المجموع | المجموع |
| -------- | ------------------ | ----------------------------- | ------ | ------- | ----------- | ----------- | ------ | ------- | ------- | ------- |
| 2013–14  | بايرن ميونخ الثاني | دوري بافاريا الإقليمي         | 2      | 0       | 0           | 0           | -      | -       | 2       | 0       |
| 2014–15  | بايرن ميونخ الثاني | دوري بافاريا الإقليمي         | 27     | 4       | 0           | 0           | -      | -       | 27      | 4       |
| 2015–16  | بايرن ميونخ الثاني | دوري بافاريا الإقليمي         | 19     | 1       | 0           | 0           | -      | -       | 19      | 1       |
| 2016–17  | بولون              | الدوري الفرنسي الدرجة الثالثة | 1      | 0       | 0           | 0           | -      | -       | 1       | 0       |
| الإجمالي | الإجمالي           | الإجمالي                      | 49     | 5       | 0           | 0           | 0      | 0       | 49      | 5       |

## وصلات خارجية
- ستيفن ريبيري على موقع رابطة كرة القدم الفرنسية للمحترفين (الإنجليزية)
- ستيفن ريبيري على موقع قاعدة بيانات كرة القدم.إي يو (الإنجليزية)
- ستيفن ريبيري على موقع ليكيب (الفرنسية)
- ستيفن ريبيري على موقع Soccerway.com (الإنجليزية)
- الملف الشخصي على DFB
- الملف الشخصي على كيكر
- ستيفن ريبيري على صحيفة ليكيب
- ستيفن ريبيري على LFP